# NGC 3169
NGC 3169 (również PGC 29855 lub UGC 5525) – galaktyka spiralna (Sa), znajdująca się w gwiazdozbiorze Sekstantu w odległości około 70 milionów lat świetlnych od Ziemi. Została odkryta 19 grudnia 1783 roku przez Williama Herschela.

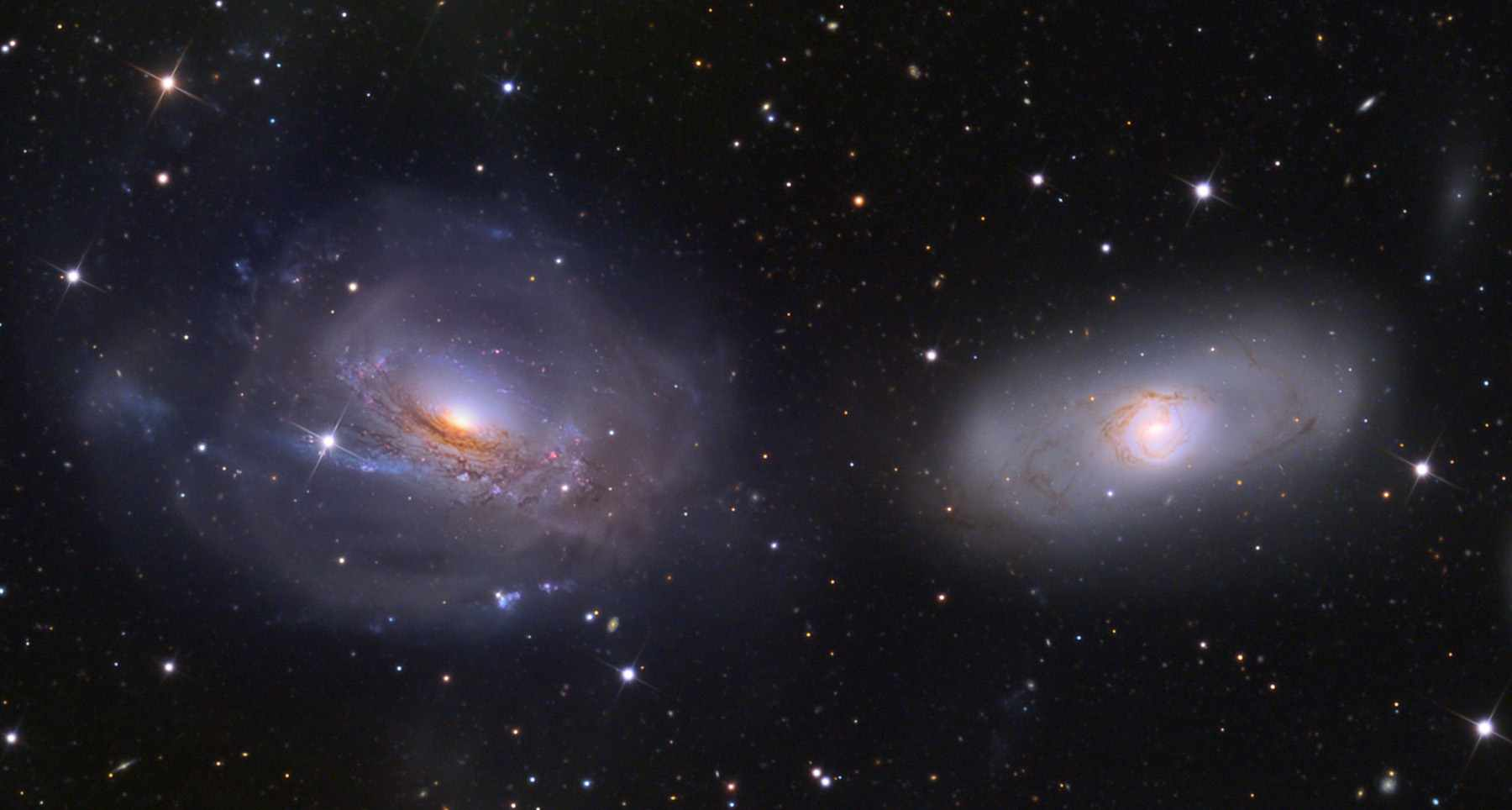
NGC 3169 (z lewej) i NGC 3166 (Mount Lemmon SkyCenter)

NGC 3169 jest galaktyką z aktywnym jądrem typu LINER. Galaktyka ta znajduje się w odległości zaledwie około 50 000 lat świetlnych od NGC 3166, z którą silnie oddziałuje grawitacyjnie. Widoczne zwichrowania ramion spiralnych wskazują, że w dalekiej przyszłości obie galaktyki mogą połączyć się lub wymienić gwiazdami.
W galaktyce tej zaobserwowano dwie supernowe: SN 1984E i SN 2003cg.